# 東京絶品神グルメ 乃木坂46の食べるだけ
『東京絶品神グルメ 乃木坂46の食べるだけ』（とうきょうぜっぴんかみぐるめ のぎざかフォーティーシックスのたべるだけ）は、2016年12月10日にTBSテレビで放送されたグルメ番組である。2017年7月20日（19日深夜）には第2弾が放送されたほか、第1弾、第2弾とも未公開映像を追加した拡大版をCS放送・TBSチャンネル1で放送。

## 概要
食べることが好き過ぎる乃木坂46メンバーがファンからのSNS情報をもとに東京で味わえる究極の「肉」「丼」「ラーメン」「スイーツ」を食べまくり、「東京で一番美味しい！」を探し出すニュータイプ・グルメ番組。
2016年11月20日にストリーミングサービス・SHOWROOMで秋元真夏と堀未央奈が出演して「何か」が決定したことを知らせる生配信番組「◯◯決定記念！乃木坂46が食べるだけ」を配信し、番組冒頭でその「何か」が当番組であることを発表した。
第2弾は、第1弾の「東京絶品神グルメ」から「神」がなくなり、「東京絶品グルメ」となっている。

## 出演者
- 乃木坂46
  - 「食べるだけ」
    - 秋元真夏、生田絵梨花、生駒里奈、伊藤万理華、白石麻衣、高山一実、西野七瀬、堀未央奈、松村沙友理[1]

  - 「食べるだけ2」
    - 衛藤美彩、斉藤優里、桜井玲香、堀未央奈[要出典]
- アテンド芸人（「食べるだけ」のみ）
  - 大島美幸、村上知子（森三中）[1]
- 食の賢人（「食べるだけ」のみ）
  - 田辺晋太郎（肉マイスター）、大崎裕史（ラーメン評論家）、あまいけいき（スイーツブロガー、「食べるだけ2」ではグルメ情報監修）、フォーリンデブはっしー（グルメエンターテイナー、「食べるだけ2」ではグルメ情報監修）[1]